# Paradoxisme (rhétorique)
Pour les articles homonymes, voir Paradoxisme.
 (mars 2023).
Si vous disposez d'ouvrages ou d'articles de référence ou si vous connaissez des sites web de qualité traitant du thème abordé ici, merci de compléter l'article en donnant les références utiles à sa vérifiabilité et en les liant à la section « Notes et références ».
Le paradoxisme (substantif masculin), du grec paradoxos ("contraire à l'opinion commune" ou doxa), est une figure de style décrite par le grammairien Pierre Fontanier qui consiste à réunir sur un même sujet et sous forme paradoxale des attributs apparemment inconciliables mais liés de manière à frapper les esprits. Il s'agit d'une figure de rhétorique voisine de l'oxymore.

## Exemples
- La propriété, c'est le vol. Pierre Joseph Proudhon[1].
- « Pour réparer des ans l' irréparable outrage » (Jean Racine, Athalie)
- « (...) l'amitié devait pardonner à cette légèreté, toute pesante qu'elle fût » (Saint-Simon)
- « Un dévot est celui qui, sous un roi athée, serait athée » (Jean de La Bruyère)
- « Dans une longue enfance, ils l'auraient fait vieillir ! » (Jean Racine, Britannicus)

## Définition

### Définition linguistique
Le paradoxisme, comme l'oxymore, opère une transformation morpho-syntaxique par répétition de termes non identiques : on ajoute des mots ou groupe de mots pour répéter une idée ou un argument de manière différente, dans des acceptions proches du paradoxe.
La définition la plus large qui peut être donnée serait : « figure de style qui, sans énoncer nécessairement un véritable jugement, présente les autres traits du paradoxe: alliance de mots apparemment incompatibles mais qui, à l'examen, éclaire la réalité d'une façon inattendue » (in Dictionnaire des termes littéraires). Proche de la lapalissade ou de la tautologie.
L’antilogie est un paradoxisme poussée à l'absurde, proche du paralogisme.

## Historique de la notion
Le terme est un néologisme de l'invention de Pierre Fontanier pour désigner : une « alliance de mots, un artifice de langage par lequel des idées et des mots, ordinairement opposés et contradictoires entre eux se trouvent rapprochés et combinés (...) de manière qu'ils frappent l'intelligence par le plus étonnant accord et produisent le sens le plus vrai; comme le plus profond et le plus énergique ». Fontanier cite en exemple le célèbre vers de Pierre Corneille : « Et monté sur le faîte, il aspire à descendre ». On désigne maintenant plus volontiers une telle figure sous le nom générique d'oxymore : "alliance de deux termes contradictoires produisant une image impossible".
Patrick Bacry lui (voir bibliographie) retient le nom d'antilogie pour désigner le paradoxisme et l'oxymore : soulignons enfin que l'oxymore se rattache à la classe des antilogies (dites autrefois "paradoxismes") ; il cite en exemple le vers de Britannicus : « Ah! si dans l'ignorance il le fallait instruire... ». Pour Bacry, les antilogies sont des « associations en une structure syntaxique plus ou moins lâche de deux termes antithétiques n'appartenant pas à la même catégorie morpho-syntaxique ».

### Figures proches
- Figure "mère": paradoxe
- Figures "filles":  antilogie

- Paronymes: lapalissade et tautologie
- Synonymes: oxymore

### Débats
La polémique naît de savoir si la figure mère est l'antilogie ou le paradoxisme et si la classe d'appartenance est celle de l'oxymore ou du paradoxe.